# 아웃사이드 프로비던스
《아웃사이드 프로비던스》(Outside Providence)는 미국에서 제작된 마이클 코렌트 감독의 1999년 코미디, 드라마, 멜로/로맨스 영화이다. 숀 하토시 등이 주연으로 출연하였고 마이클 코렌트 등이 제작에 참여하였다.

## 출연

### 주연
- 숀 하토시
- 존 아브라함스
- 토미 본

### 조연
- 조나단 브랜디스
- 잭 페버
- 아담 라보그나
- 제스 리치
- 가브리엘 만
- 크리스틴 쇼튼

## 기타
- 원작자: 피터 패럴리
- 공동제작: 마리사 폴비노
- 협력프로듀서: 리비 랭던
- 미술: 채드 드와일러
- 의상: 애니 던
- 배역: 쉘리아 자프
- 배역: 조지안느 워큰